# Dalmatiner
Dalmatiner er en mellemstor hunderace, som er kendt for sit unikke og iøjnefaldende udseende med sorte eller brune pletter på en perlemorshvid pels af korte og meget bløde hår. Racen stammer oprindeligt fra Kroatien og dukker gennem historien op både som statussymbol i oldtidens Egypten og det engelske aristokrati, som cirkushund og som brandvæsnets vagthunde. I dag er dalmatineren populær som familiehund. En dalmatiner bliver omkring 12 år gammel.

## Temperament
Dalmatineren er en utrolig alsidig hund. Den er både energisk og nysgerrig, når den er ude, og rolig og godmodig, når familien er samlet omkring fjernsynet eller middagsbordet. Ved begge lejligheder foretrækker dalmatineren dog frem for alt at være i centrum. Hundene er loyale, opmærksomme og meget kærlige.
Den er meget udtryksfuld og har et kropssprog, som er virkelig tydeligt og også sjovt at læse. Det gør dalmatineren nem at kommunikere med, især fordi den også har et følsomt sind. Samtidig er hundene intelligente og livlige. Derfor trives de bedst i aktive familier, der nyder gå- eller løbeture, hvor dalmatinerne får brugt deres krop. Racen er nemlig udviklet til at løbe, og hundene er yderst udholdende. Samtidig er de også ret magelige. Er der en brændeovn, en pejs eller bare en god solstråle, kan dalmatineren ligge og varme sig dér i timevis. Den er meget kælen, og i sit hjem er den afslappet og omgængelig. Den knytter sig meget til sin familie og kan godt lide at følge med i, hvad der foregår omkring den.
Dalmatineren er både vagtsom og imødekommende. Den fornemmer hurtigt stemningen i en situation og møder nye mennesker med begejstring, men er klar også til at passe på sin ejer.
Med dens sensitive gemyt når man nemmest ind til dalmatineren gennem en positiv, men bestemt træning og med kærlig men fast opdragelse - gerne gennem samvær, så den bliver en del af familien, og familien en del af flokken. Dalmatineren trives både som enehund og i en mindre flok, hvor hundene hurtigt finder en naturlig rangorden. En velopdragen dalmatiner er både børnevenlig og også til at håndtere af aktive ældre mennesker. Den mest alsidige hund får man, hvis man sørger for allerede fra hvalpetiden at socialisere sin dalmatiner i omgang med andre dyr og mennesker.

## Udseende
En dalmatiner fanger hurtigt øjet med sin smukke, plettede pels. De er elegante og muskuløse. Tæverne bliver 52-59 cm høje over skulderen og vejer ca. 23-28 kg. Hanhundene er lidt kraftigere og bliver 58-61 cm høje med en vægt på ca. 24-30 kg.
Set fra siden skal en dalmatiner gerne være noget nær kvadratisk med en lige ryg, let hvælvet lænd, vandret ansat hale samt en markeret brystkasse og en elegant hals. Ørerne er nærmest trekantformede, hænger nedad men er placeret relativt højt på hovedet og kan rejses opmærksomt. Hovedet er harmonisk med en relativ flad isse, der er omtrent lige så lang som snudeskaftet, afbrudt af et markeret stop ved øjenbrynene. Dalmatineren skal gerne have mørke øjne, men som regel er de brunplettedes lidt lysere end de sortplettedes, og de kan også få blå øjne. Det anses dog som en fejl. Hele dalmatinerens snude skal gerne være farvet. Det kønneste ansigtsudtryk ses hos de hunde, der har markeringer omkring øjnene og langs læbelinien.
Dalmatinernes pels er hvid med pletter, der enten er mørkebrune eller sorte. Hvalpene fødes hvide, og bortset fra et kort øjeblik efter fødslen, hvor pletterne kan anes gennem den våde pels, viser pletterne sig først efter 10 dages tid. De udvikler sig, bliver større, klarere, og der kan også komme flere til, indtil hunden er 18 måneder gammel. De brune pletter er som regel mindre end de sorte, og de varierer i størrelsen fra bare en halv til fem-seks centimeter i diameter. De skal gerne være harmoniske i størrelsen og jævnt fordelt. Pletterne i hovedet er som regel mindre end på resten af kroppen. Store farvede plamager, der oftest ses omkring ørerne betragtes som "fejlfarve" og kaldes patch. På sine ældre dage kan en dalmatiner få en masse bittesmå pletter, der gradvist syner frem mellem de store. De kaldes ticks og forekommer primært hos de sortplettede dalmatinere.
Om dalmatineren bliver sort eller brunplettet er genetisk betinget, og det brune gen er vigende, hvilket vil sige, at både han- og hunhunden til et kuld skal bære genet for at hvalpene kan blive brune.

Pelsen som hele er utrolig blød og glat. Hårene er korte, og pelsen indeholder meget lidt fedt sammenlignet med andre hunderacer, hvilket betyder, at den holder sig relativt ren og ikke "lugter af hund". Til gengæld fæller dalmatineren jævnligt.

## Historie
Dalmatineren blev i 1800-tallet brugt til at løbe ved siden af hestevogne og var staldhund. I USA blev den brugt som maskot for brandfartøjer.